# Lupo di ferro

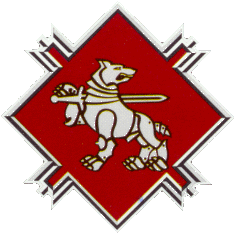
Il lupo di ferro utilizzato come simbolo della Brigata fanteria meccanizzata "Lupo di Ferro"

Il lupo di ferro (in lituano Geležinis Vilkas) è il protagonista immaginario di una leggenda medievale legata fondazione di Vilnius, la capitale dell'antico Granducato di Lituania e della moderna Repubblica di Lituania. Menzionato per la prima volta nelle Cronache lituane, la storia condivide alcune similitudini con la Lupa capitolina e forse rifletteva il desiderio lituano di individuare le radici della loro stirpe nell'Impero romano (è il caso dei Polemonidi). La leggenda divenne popolare durante il Romanticismo e oggi il Lupo di ferro è presente in vari simboli, ovvero in quello di Vilnius e di squadre sportive, gruppi militari lituani, scout e altre organizzazioni.

## Leggenda

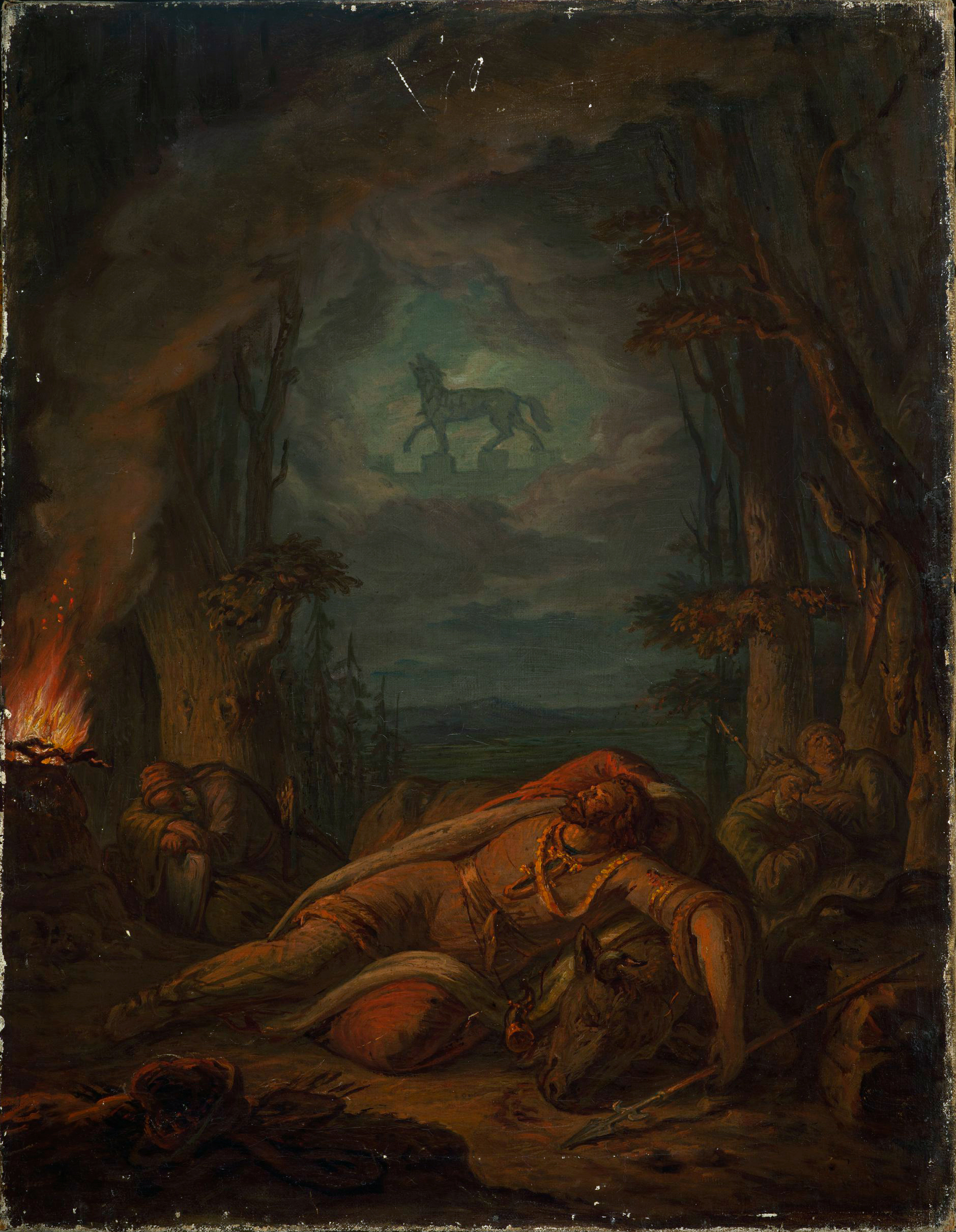
Il sogno di Gediminas sul lupo di ferro in una tela del 1835 di Aleksander Lesser. Museo nazionale di Varsavia, Polonia

Secondo la leggenda, il granduca Gediminas (circa 1275-1341) stava cacciando nella foresta sacra vicino alla valle di Šventaragis, vicino alla confluenza tra il fiume Vilnia e il fiume Neris. Stanco dopo la fruttuosa caccia di un uro, il granduca si accampò lì per trascorrere la notte. Addormentatosi profondamente, sognò un lupo fatto di ferro che si trovava su una collina e ululava in modo strano, quasi pareva migliaia di lupi stessero facendo con lui lo stesso verso in contemporanea. Egli rivelò la sua visione al suo sacerdote (krivis), Lizdeika, e questi gli disse che il sogno andava interpretato come un segno del fatto che andasse costruita una città nel punto esatto in cui il lupo ululava. «Questa città» - spiegò il religioso - «sarà la capitale delle terre dei lituani e dimora dei loro sovrani, e la gloria delle loro azioni risuonerà in tutto il mondo». Pertanto, Gediminas, obbedendo alla volontà degli dei, costruì la città e le conferì il nome di Vilnius, derivante da uno dei fiumi alla confluenza, la Vilnia.